# Newsteadia clavata
Newsteadia clavata är en insektsart som beskrevs av Ferenc Kozár och Foldi in Kozár et al. 2002. Newsteadia clavata ingår i släktet Newsteadia och familjen vaxsköldlöss.
Artens utbredningsområde är Madagaskar. Inga underarter finns listade i Catalogue of Life.